# Opel Blitz

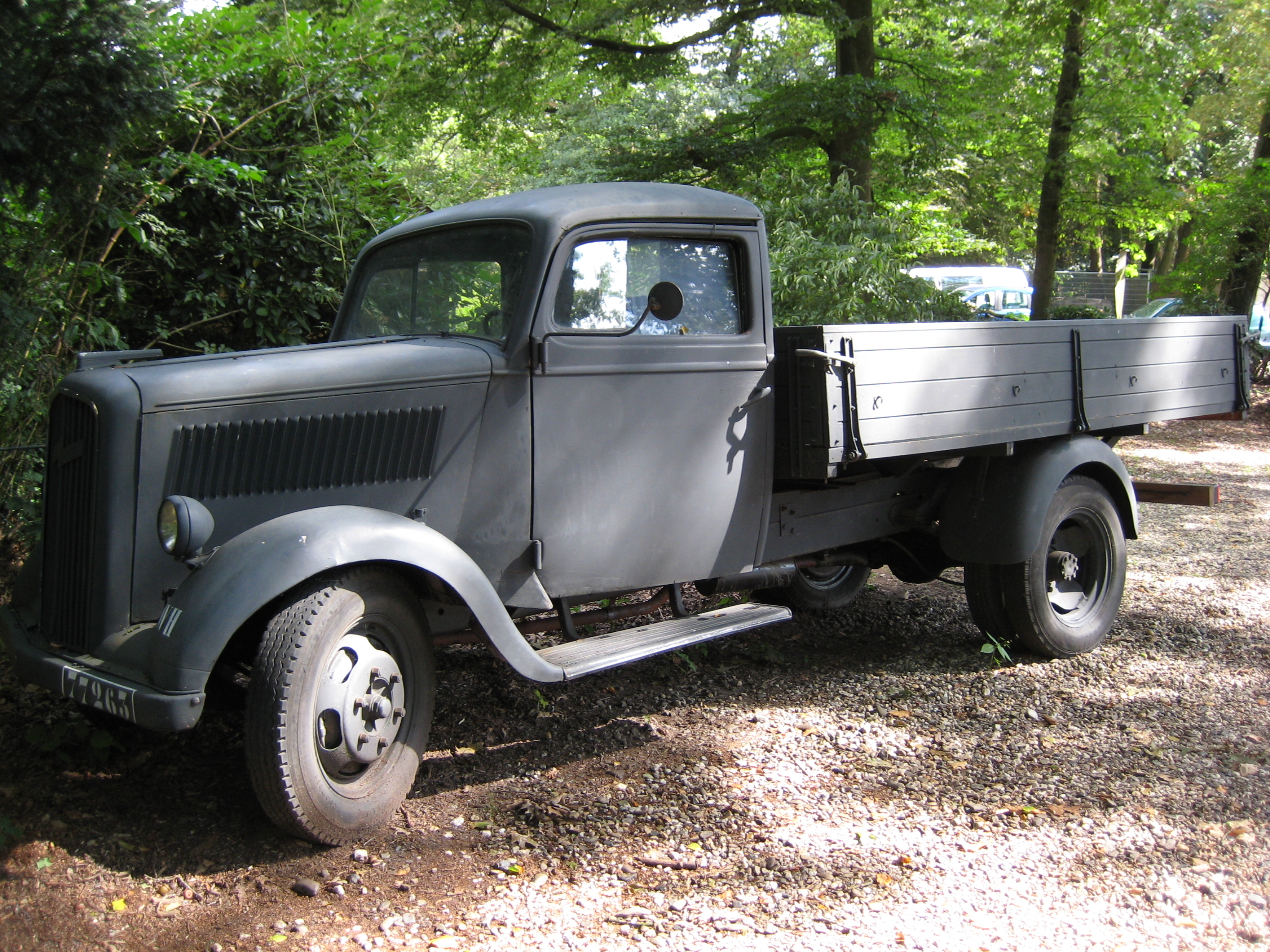
Een Opel Blitz in het Arnhems Oorlogsmuseum 40-45

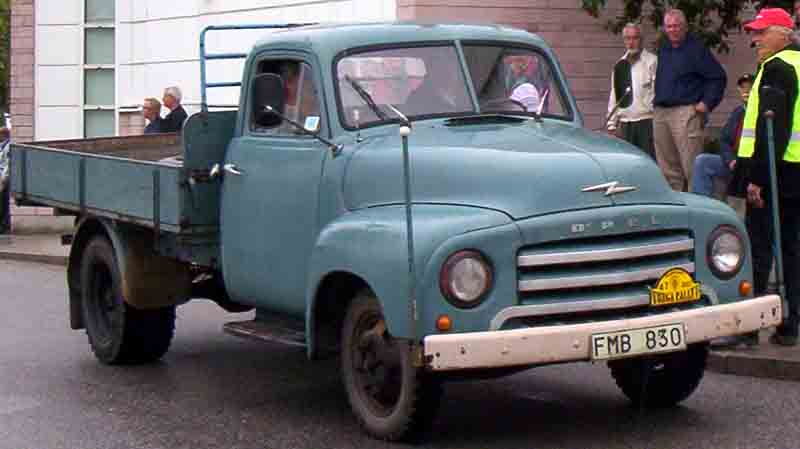
Opel Blitz, model 1959

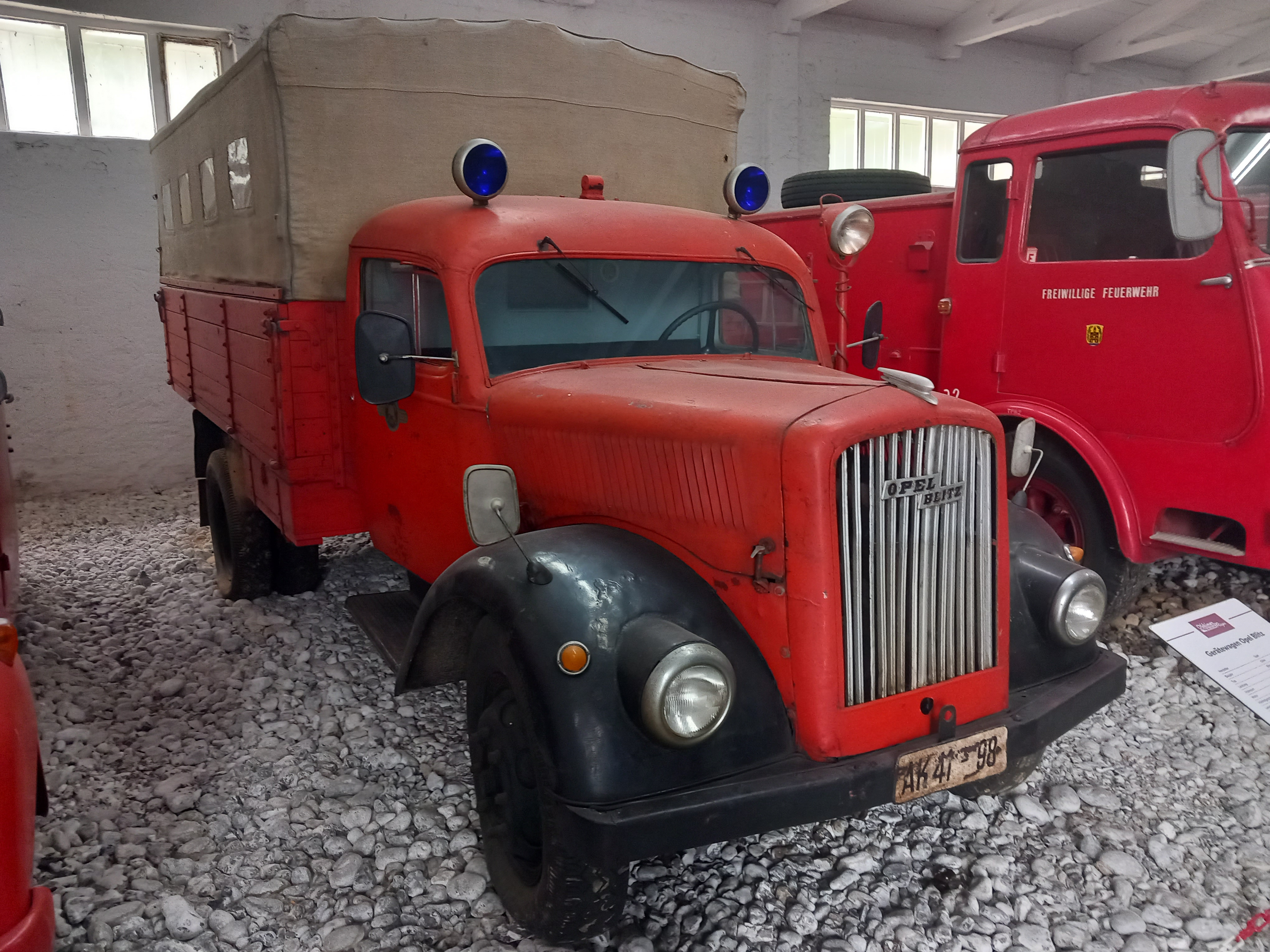
Opel Blitz brandweerwagen in OldtimerMuseum Rügen in Prora, Duitsland

De Opel Blitz is een lichte vrachtwagen van Duits fabricaat. De eerste Opel Blitz kwam in 1930 op de markt en was een van de belangrijkste vrachtwagens van het Duitse leger tijdens de Tweede Wereldoorlog.

## Geschiedenis
Na een prijsvraag in Duitsland kwam de naam "Blitz" als eerste prijs voor de nieuwe serie vrachtwagens uit de bus en was tegelijk een belangrijke bron voor het huidige Opel-logo. Opel had al een zeer goede naam als autoleverancier en was in 1928 de grootste Duitse automobielfabrikant met een marktaandeel van 37,5%. In november 1934 werd een nieuwe vrachtwagenfabriek in Brandenburg an der Havel geopend; deze fabriek had een capaciteit van 25.000 voertuigen per jaar.
Beginnend met drie versies, de vrachtwagens met 1,5 ton en 3 ton laadvermogen en het buschassis, die een hoop gemeenschappelijk hadden, ging de productie door tot ver in de jaren vijftig. De naoorlogse successen van Mercedes-Benz zijn er een gevolg van, en een deel van de ontwikkeling van de omnibus zoals wij die nu kennen is er door gestart.
De productie van (vracht)voertuigen werd vanaf 1933 sterk in de gaten gehouden en gekanaliseerd. Opel gold als Duits bedrijf, hoewel het een onderdeel was van General Motors en internationaal onderdelen kocht. Ford Keulen bijvoorbeeld moest bewijzen dat het Duits was. De concerntop daar moest zich in alle bochten wringen om te bewijzen dat 98% van alles in Duitsland werd gemaakt. Belangrijk? Ja. In de groei van de economie in Duitsland waren de Staat en het leger de belangrijkste klanten. De bakker en de slager mochten alleen leveren als ze "Deutsches Erzeugnis" reden. Verder was er een subsidie op een aantal types auto's. Ze werden goedkoper, maar konden in tijd van crisis door het leger worden gevorderd. De Opel Blitz was een favoriet.
Door het uitbreken van de Tweede Wereldoorlog werd op last van de Duitse regering de productie van voertuigen voor de civiele markt gestaakt. Vanaf oktober 1940 werd de productiecapaciteit van Opel volledig benut voor militaire doeleinden, zoals vrachtwagens, motoren en vliegtuigonderdelen. Door geallieerde luchtbombardementen werd in 1944 de fabriek in Brandenburg zwaar beschadigd en de productie kwam stil te liggen. Na de oorlog werd de schade snel hersteld en in 1946 rolden de eerste Opel Blitz vrachtwagens alweer uit de fabrieken.

## De 1,5 tonner
Als licht en multifunctioneel platform was deze gewichtsklasse al veel eerder dan 1937 in 1-tons en 1,5-tons uitvoering zeer populair. In 1937 gaf Opel ook deze Blitz een modern en flitsend voorkomen. Met laadbak, in bestelauto vorm, als brandweerauto; alle vormen zijn bekend. Een eenvoudige standaard Ottomotor uit de personenwagen serie maakte dat de techniek al betrouwbaar was en dat de prestaties goed waren. Tot ver in de Tweede Wereldoorlog zijn er tienduizenden gemaakt. Vanaf 1946 werden er alweer duizenden gebouwd en pas in 1952 werd een opvolger geïntroduceerd.

## De 3 tonner
Met 70.000 4x2 exemplaren en 25.000 4x4 was de Opel Blitz 3-tonner een van de belangrijkste vrachtwagens in de hele productieperiode. De eerste exemplaren die in 1936 werden gemaakt hadden een 3,417 liter motor , deze werd in 1937 vervangen door een motor met een 3,626 liter cilinderinhoud. Na de introductie in 1937 waren de aanpassingen minimaal; alleen het aantal wielmoeren werd verhoogd van 6 naar 8 en een ander type aandrijfas werd toegepast. De combinatie van de 3,6 liter 6 cilinder in lijn Ottomotor, die ook in de Opel Admiral (de grootste personenwagen) zat, en een lichte maar stevige constructie speelde alle concurrentie in dit segment zo goed als van de kaart. Door het Schell-plan waarin het aantal types in iedere klasse werd verminderd verdwenen de meeste concurrenten. De Opel Blitz kreeg als aanduiding een S van Standard. Opel leverde de vrachtwagens in vele verschillende uitvoeringen; met open laadbak, met vaste opbouw, als tankwagen, brandweerwagen, radiowagen, enzovoorts.

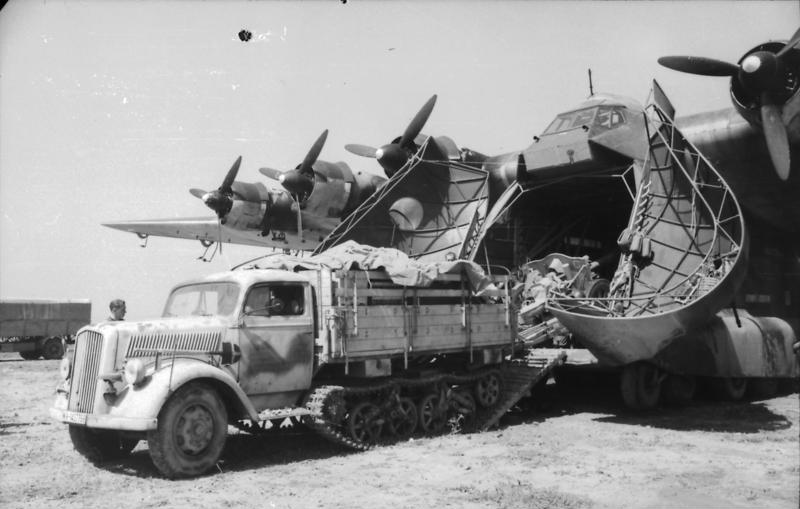
Opel Maultier voor een Messerschmitt Me 323

In 1940 werd een versie gemaakt waarbij alle wielen werden aangedreven (4x4) met type aanduiding 3,6-6700 Type A of 6700A. De extra aanduiding A was van Allradantrieb. Een halfrupsvoertuig versie werd in 1942 geïntroduceerd. In de Sovjet-Unie was het wegennet slecht en veel wielvoertuigen bleven steken in de modder. De achterwielen van de Opel Blitz werd vervangen door een rupsband. Dit ging ten koste van het laadvermogen, nog maar 2 ton, maar in het moeilijke terrein kwam de Blitz wel vooruit. De bijnaam voor deze voertuigen was Maultier ofwel muildier. Er zijn circa 5000 halfrupsvoertuigen geproduceerd.

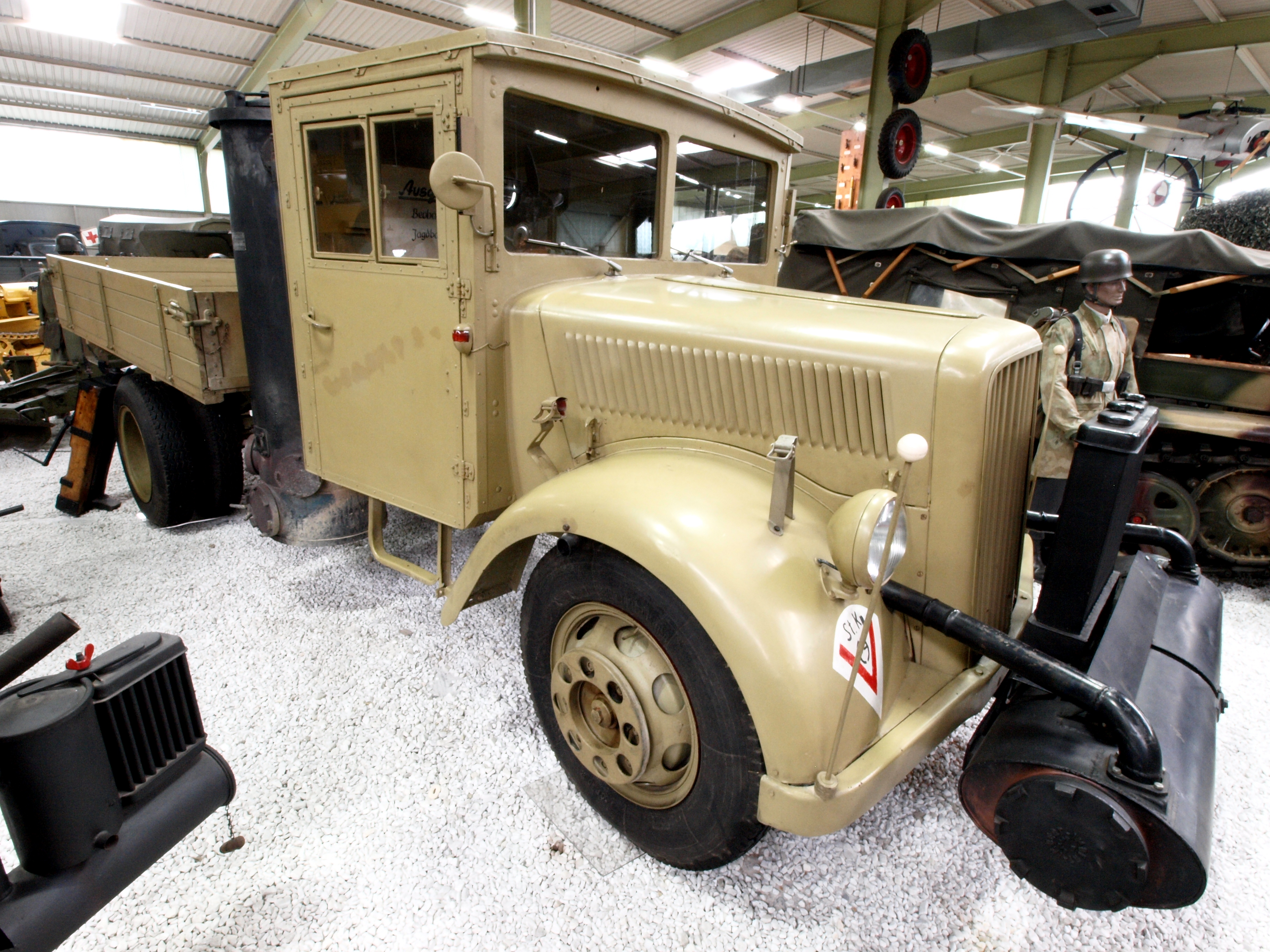
Opel Blitz met houtvergasser uit de Daimler-Benz-fabriek in Mannheim

De Opel Blitz was zeer succesvol en Adolf Hitler gaf in juni 1942 persoonlijk opdracht om de Opel Blitz ook in de Daimler-Benz-fabriek in Mannheim te produceren. Dit besluit werd met veel tegenzin overgenomen en pas twee jaar later ging in Mannheim de productie van start. In 1944 werden de Opel productielijnen in Rüsselsheim en Brandenburg an der Havel bij bombardementen nagenoeg met de grond gelijk gemaakt, en werd Daimler-Benz de enige producent van de Opel Blitz. Daimler-Benz gaf het voertuig de type aanduiding DB 701 en het Blitzlogo ontbrak. Door het gebrek aan staal werd de bestuurderscabine van hout gemaakt en kregen de voertuigen - die geen dienst deden aan het front - een houtvergasinstallatie. Na de Tweede Wereldoorlog ging de productie er nog jaren verder. Uiteindelijk heeft Daimler-Benz kort daarna een eigen ontwikkelde 3-tonner uitgebracht die een rechtstreekse afstammeling is van de Blitz.

## De bus
In 1937 werd een speciaal verlaagd chassis uitgebracht. Het verlaagde zwaartepunt, en de hoge draaglast maakte een groot verschil. Het aantal kilo's per passagier zakte dramatisch. Vele busbouwers bouwden er de mooiste bussen op. Deze ontwikkeling zette zich bij alle producenten van chassis door. Het was een logische ontwikkeling, maar Opel had voor de oorlog een marktaandeel van (naar schatting) meer dan 50%.